# Соловьёв, Алексей Иванович (спортсмен)
Алексей Иванович Соловьёв (род. 14 сентября 1973, Чебоксары, СССР) — российский боксёр-профессионал, выступающий в супертяжелой весовой категории. Заслуженный мастер спорта России по кикбоксингу.

## Биография
Родился в Чебоксарах.
Президент Ассоциации кикбоксинга Чувашской Республики. 
Наилучшая позиция в мировом рейтинге: 87-й. Член партии «Единая Россия».

## Награды
- Заслуженный мастер спорта России (2000).
- Мастер спорта международного класса (1998) по кикбоксингу.[источник не указан 376 дней]
- Заслуженный тренер Чувашской Республики.
- Заслуженный работник физической культуры и спорта Чувашской Республики.